# Alessioporus ichnusanus
Bolet de Sardaigne, Bolet côtelé, Xerocome en touffes
Espèce
Statut de conservation UICN

 DD  : Données insuffisantes
Alessioporus ichnusanus, le Bolet de Sardaigne, anciennement Xerocomus ichnusanus, est une espèce rare de champignon (Fungi) basidiomycète du genre Alessioporus dans la famille des Boletaceae. Il est caractérisé par sa chair uniformément bleuissante à la coupe, son pied orné d'un réseau et son habitat méditerranéen. Il pousse souvent en touffes de plusieurs individus.

## Taxonomie
Le nom correct complet (avec auteur) de ce taxon est Alessioporus ichnusanus (Alessio, Galli & Littini) Gelardi, Vizzini & Simonini, 2014.
L'espèce a été initialement classée dans le genre Xerocomus sous le basionyme Xerocomus ichnusanus Alessio, Galli & Littini, 1984.

### Synonymes
Alessioporus ichnusanus a pour synonymes :
- Boletus ichnusanus (Alessio, Galli & Littini) Oolbekk., 1991
- Xerocomus ichnusanus Alessio, Galli & Littini, 1984

### Étymologie
L'espèce a été décrite en Sardaigne, dont l'ancien nom est "Ichnusa", du grec signifiant "empreinte", d'après l'empreinte de Zeus.

### Noms vulgaires et vernaculaires
Ce taxon porte en français les noms vernaculaires ou normalisés suivants : Bolet de Sardaigne, Bolet côtelé, Xerocome en touffes.

## Description du sporophore

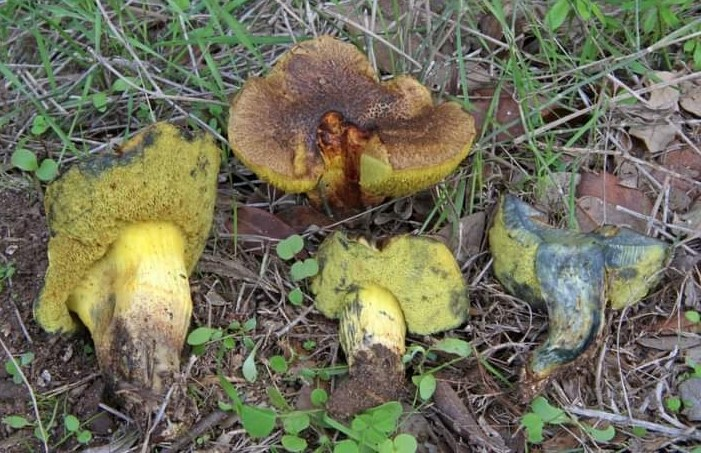
Collection de sporophores de A. ichnusanus en Sardaigne.

Les bolets sont des champignons dont l’hyménophore, constitué de tubes et terminés par des pores, se sépare facilement de la chair du chapeau. Ce chapeau d'abord rond, recouvert d'une cuticule, devient convexe à mesure qu’il vieillit. Ils ont un pied (stipe) central assez épais et une chair compacte. Les caractéristiques morphologiques de A. ichnusanus sont les suivantes :
Son chapeau mesure 3-5 (7) cm, il est d'abord hémisphérique, convexe, puis aplani ou même légèrement déprimé. La cuticule est glabre ou à peine fibrilleuse, parfois un peu craquelée, de couleur fauve puis brunâtre avec des tons violacés.
L'hyménophore présente des tubes d'abord jaune citron, puis jaune olivâtre, bleuissant au froissement. Les pores sont anguleux, d'abord jaune citron à l'état jeune, plus tard avec une teinte olivâtre et devenant brun rouille avec l'âge, bleuissant au froissement.
Son stipe mesure 3-6(8) x 1,5-2,5 cm, il est fusiforme et parfois un peu renflé au centre, jaune paille au sommet, brunâtre au dessous, s'assombrissant vers la base qui peut être presque noirâtre. Il possède un réseau allongé très net dans les deux tiers supérieurs. Bleuissant faiblement à la manipulation.
La chair est blanchâtre dans le chapeau, jaune citron pâle dans le haut du stipe et brun vineux à sa base, bleuissante à l'air.

### Caractéristiques microscopiques
Ses spores mesurent 10 à 14.5 µm x 4.5 à 7 µm.

## Galerie

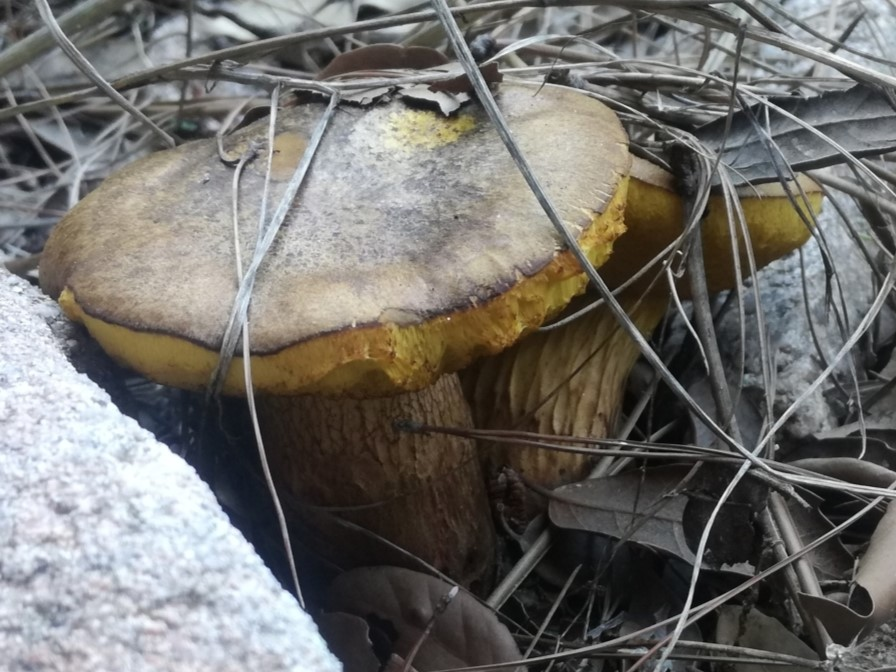
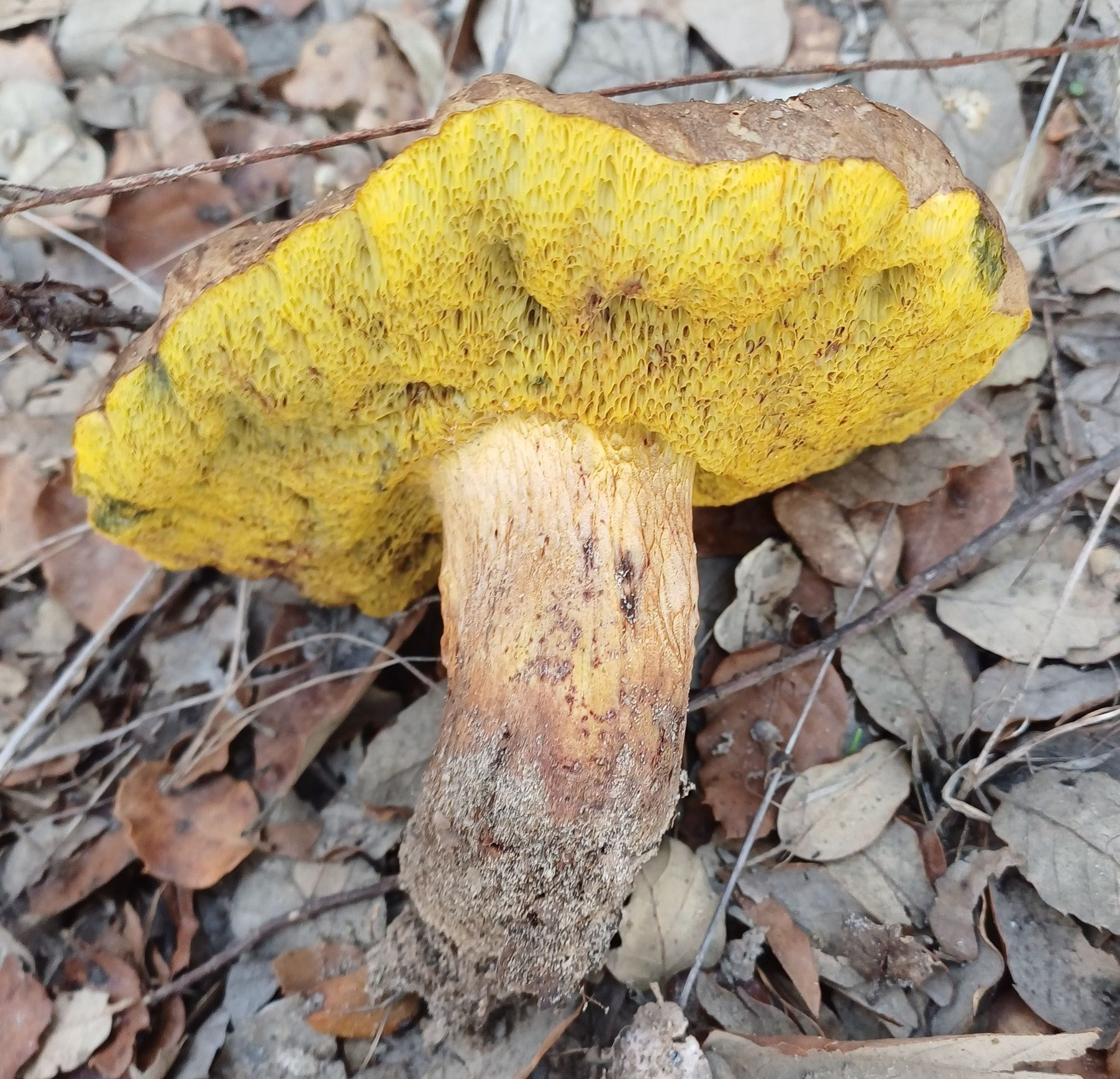
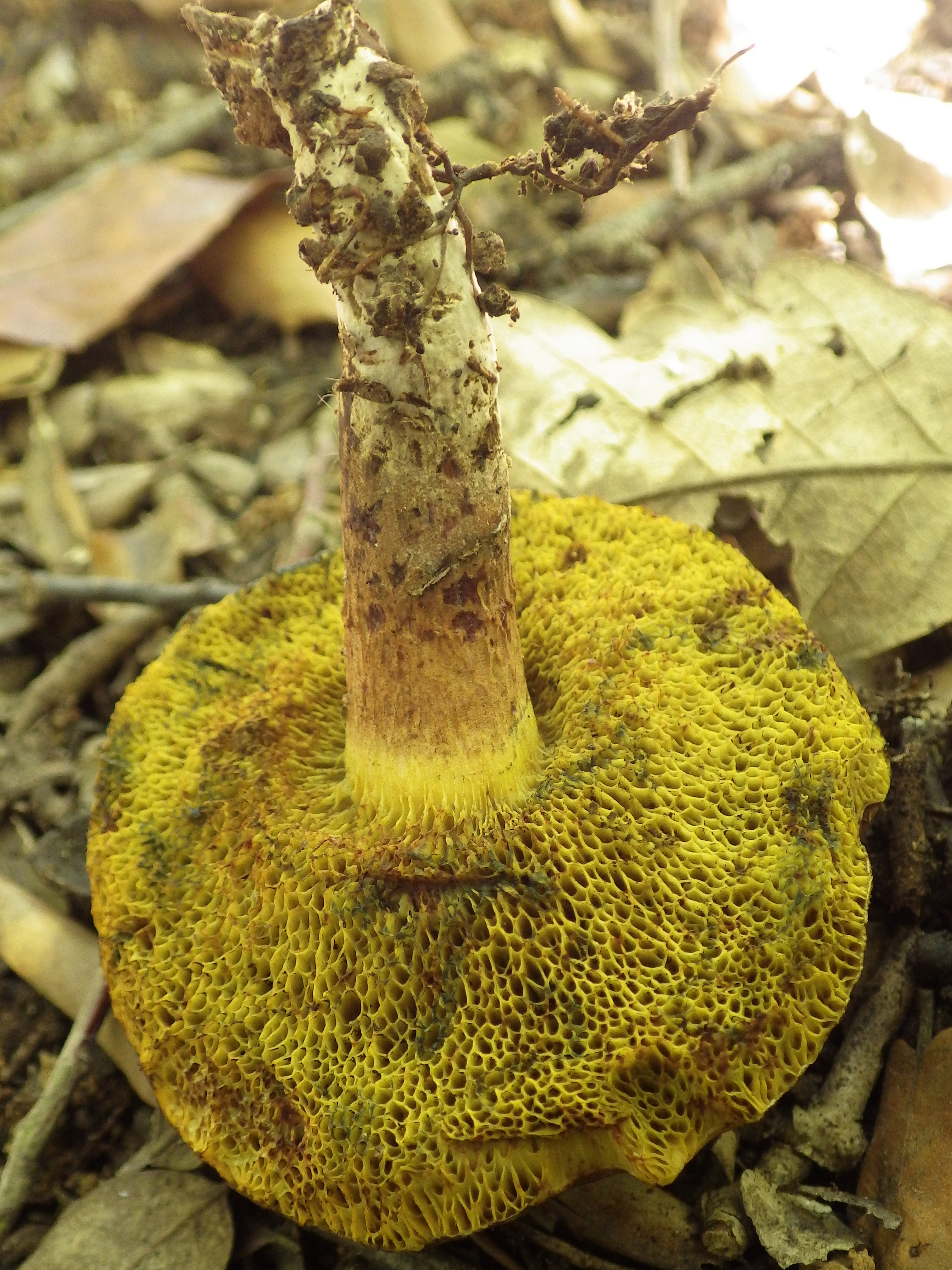
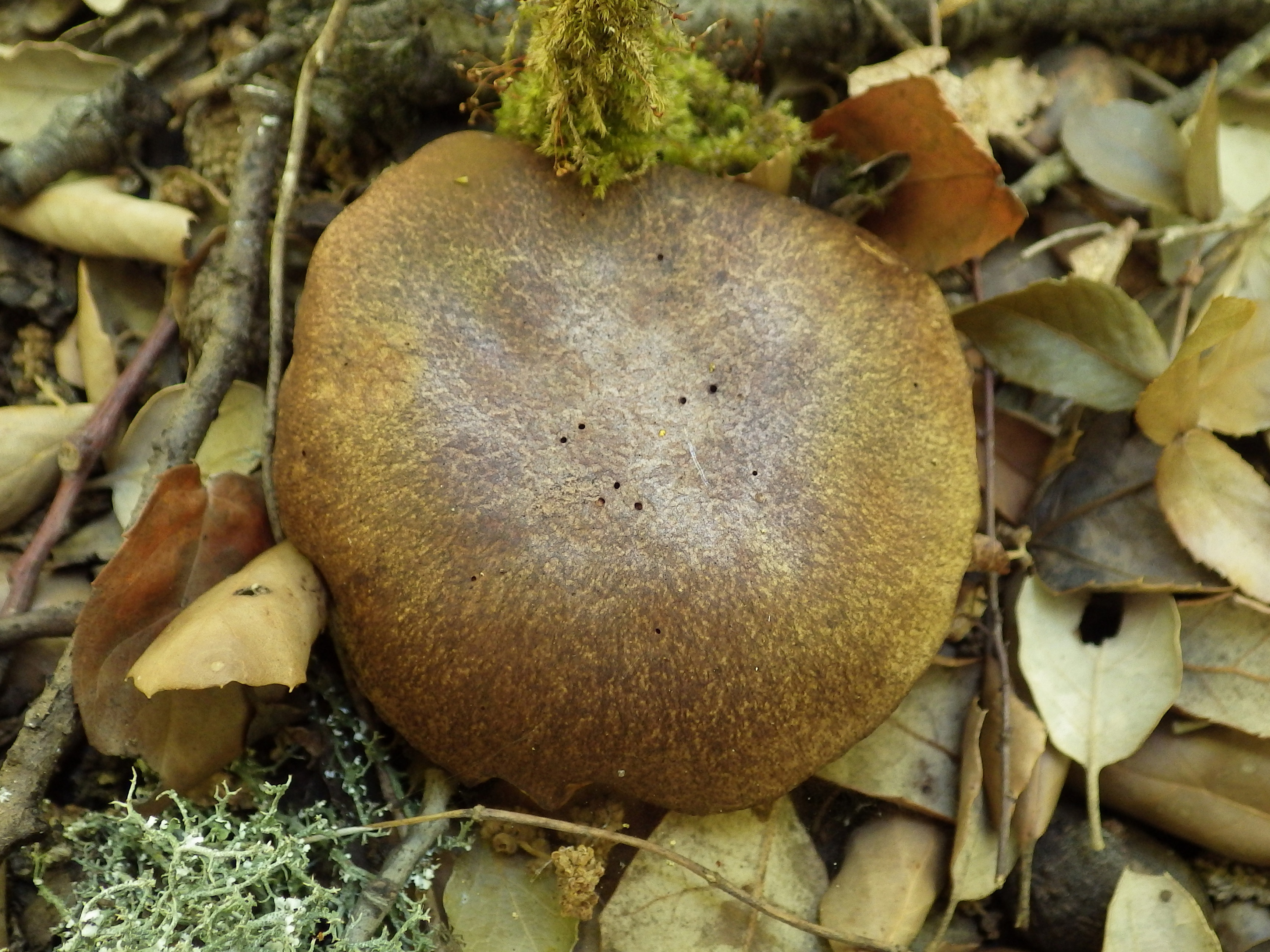
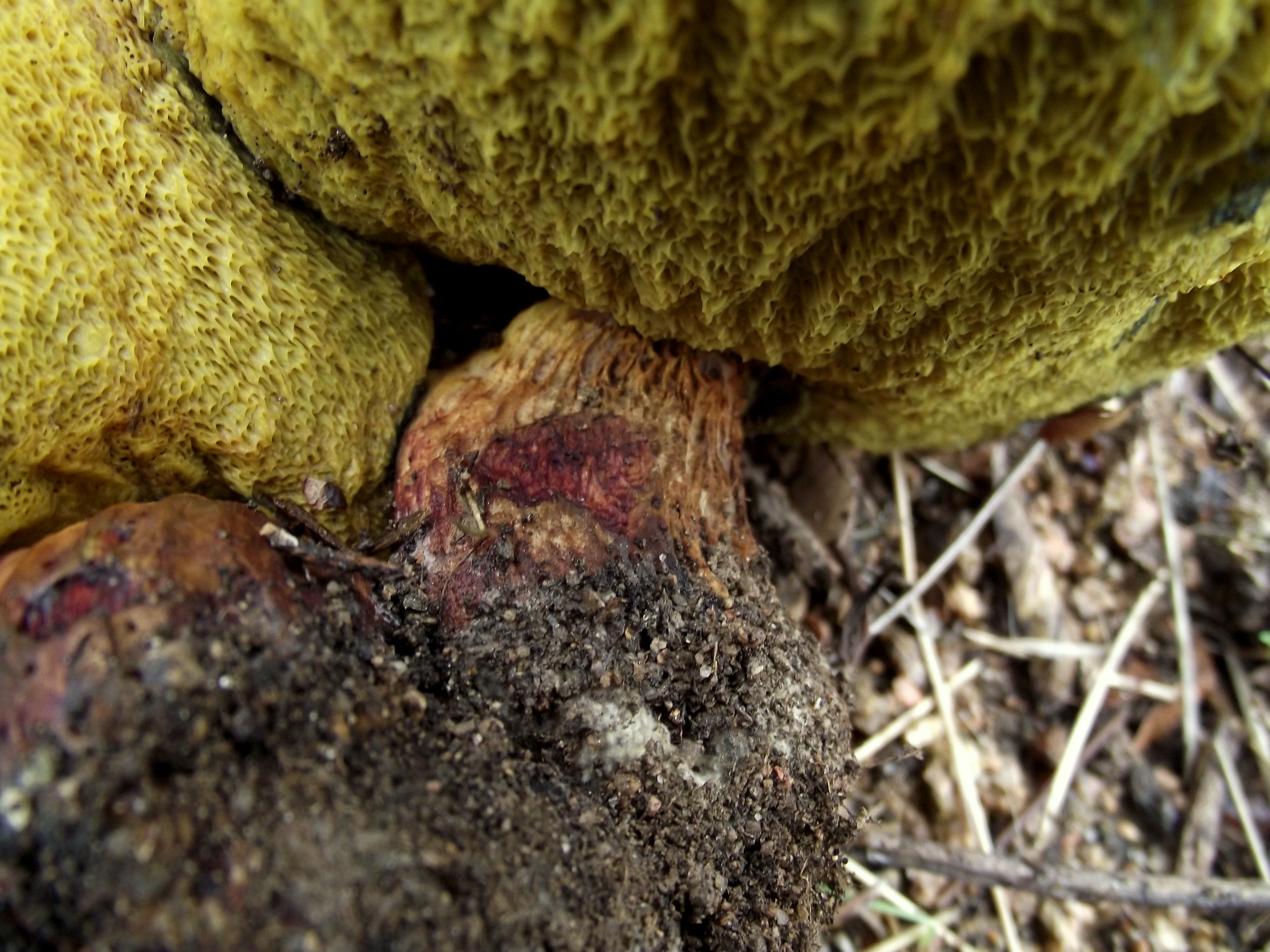
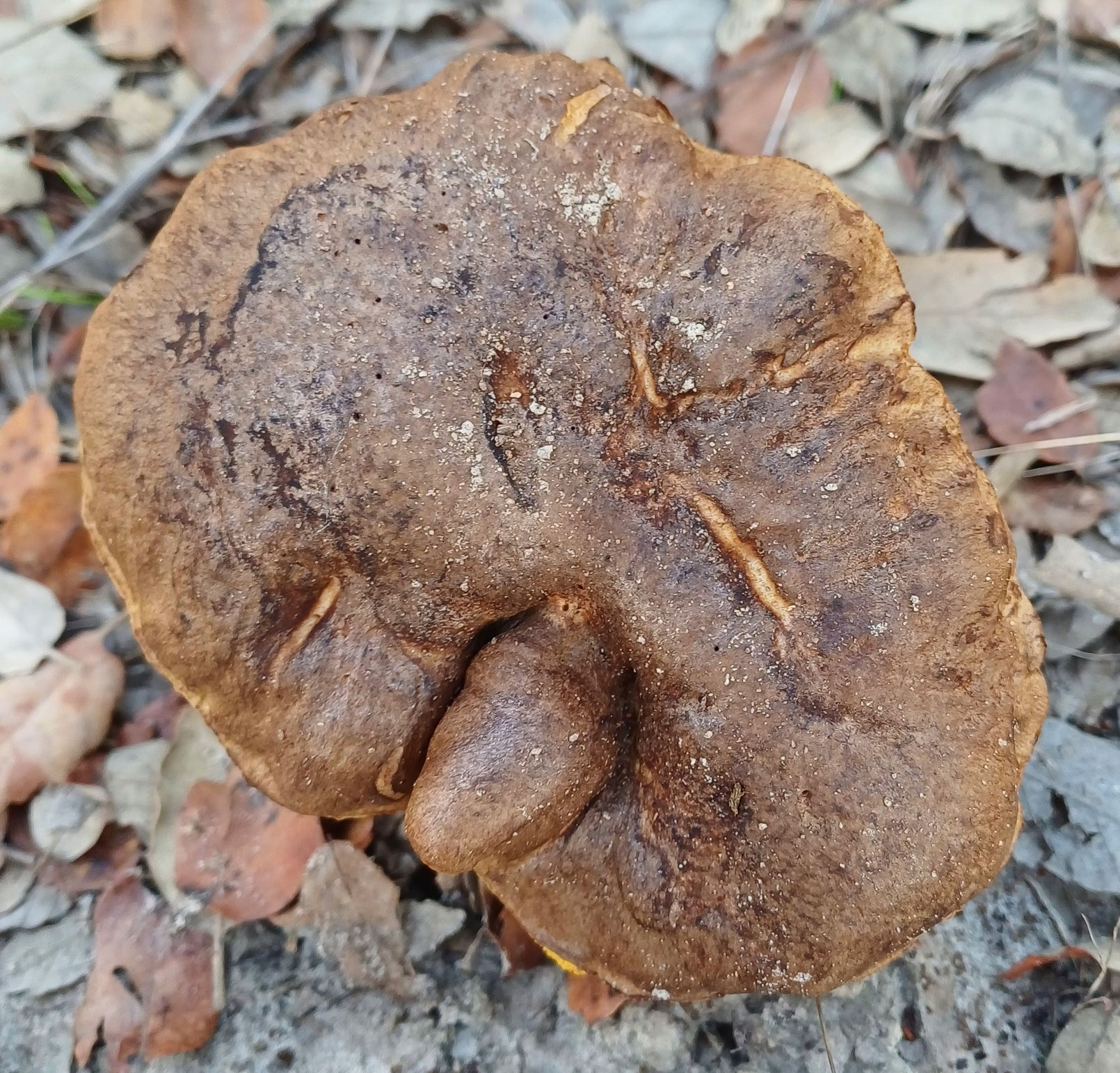
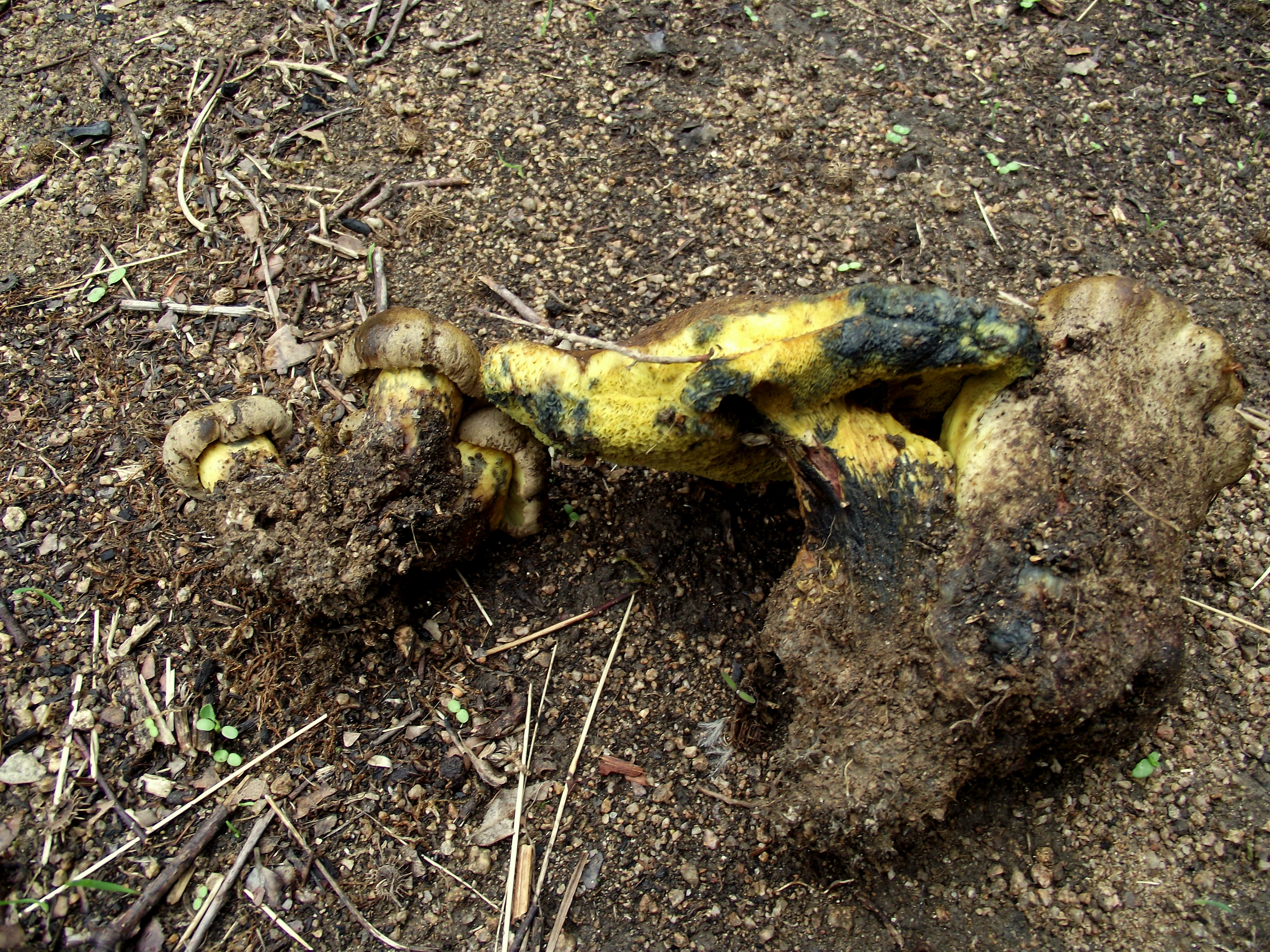
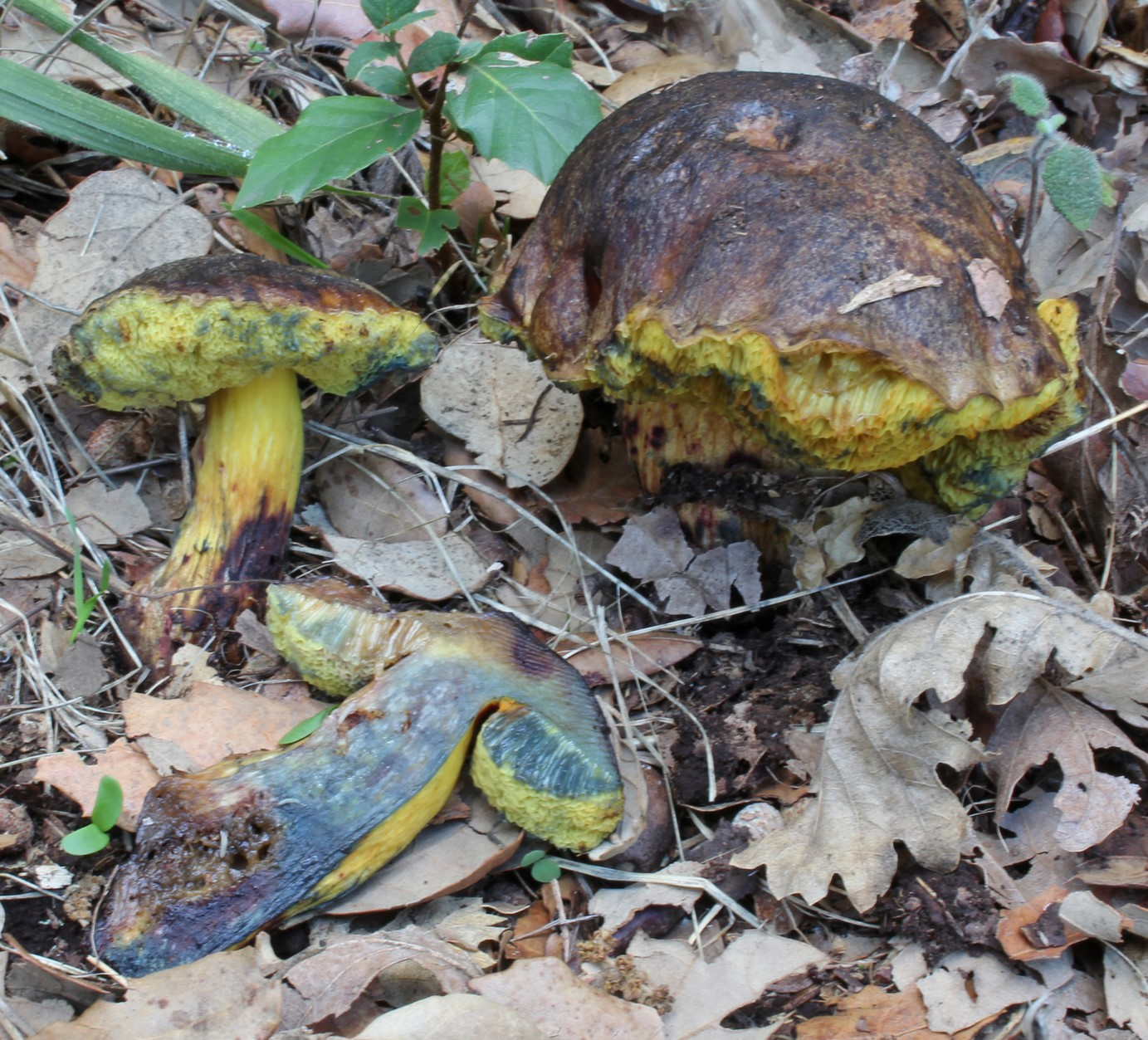
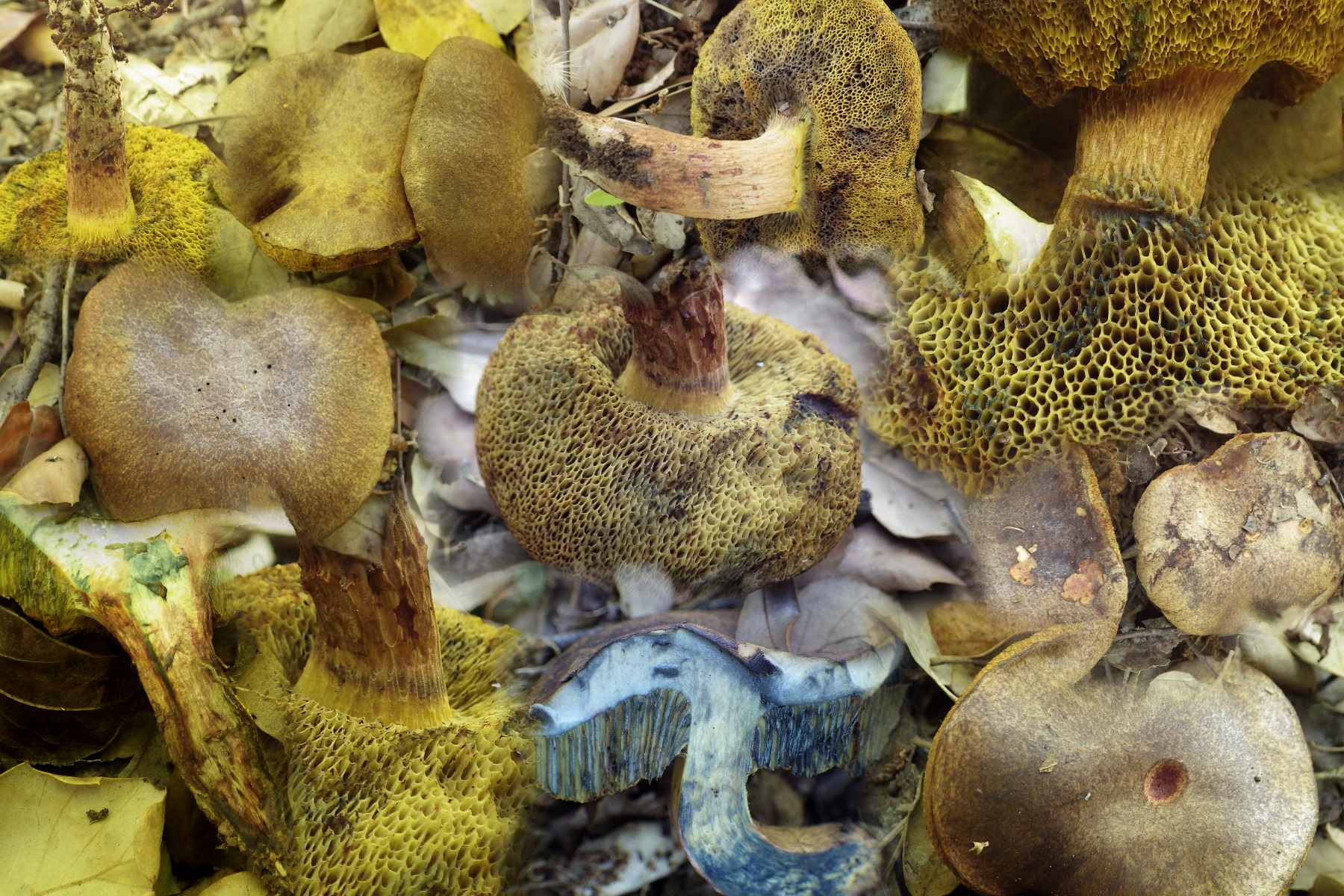
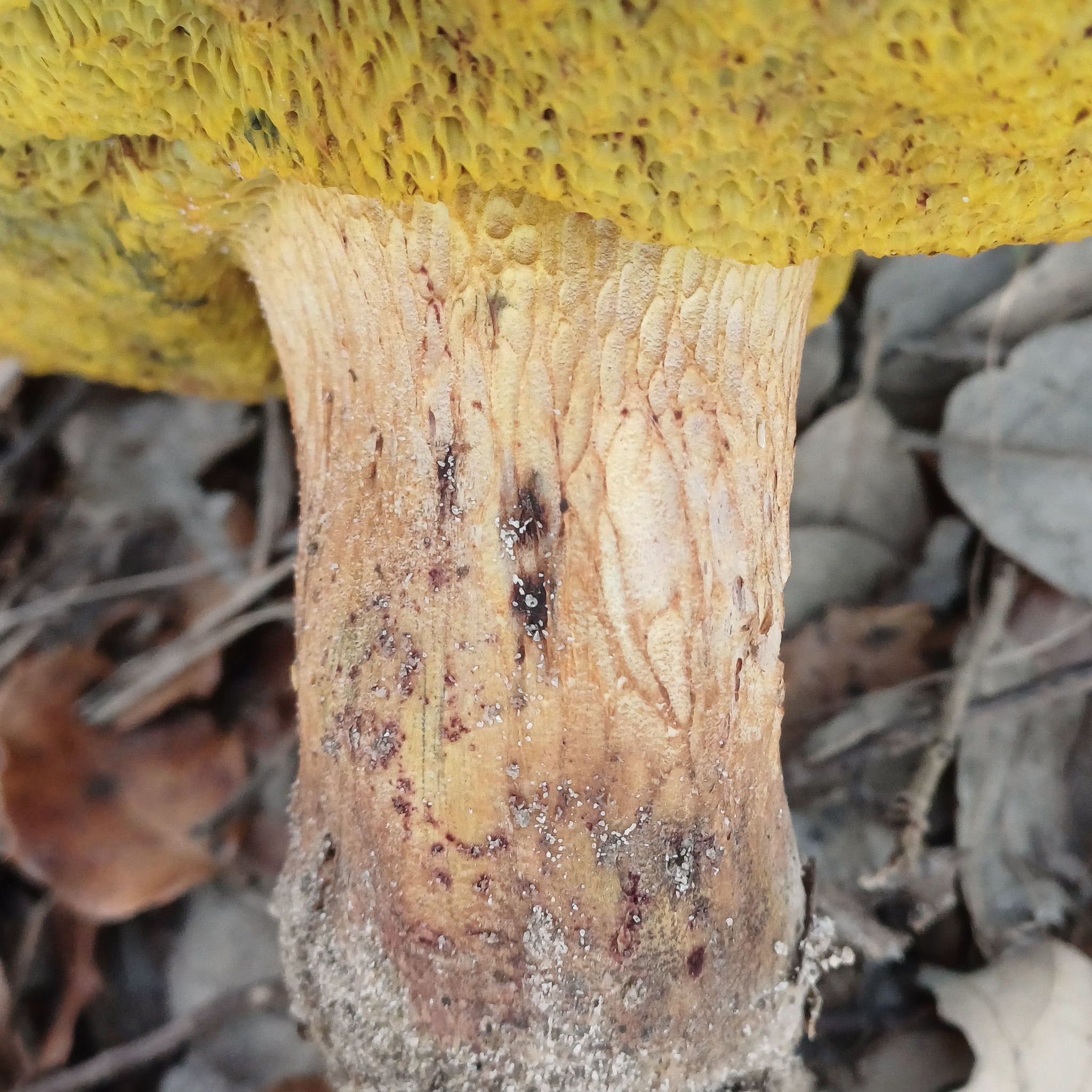
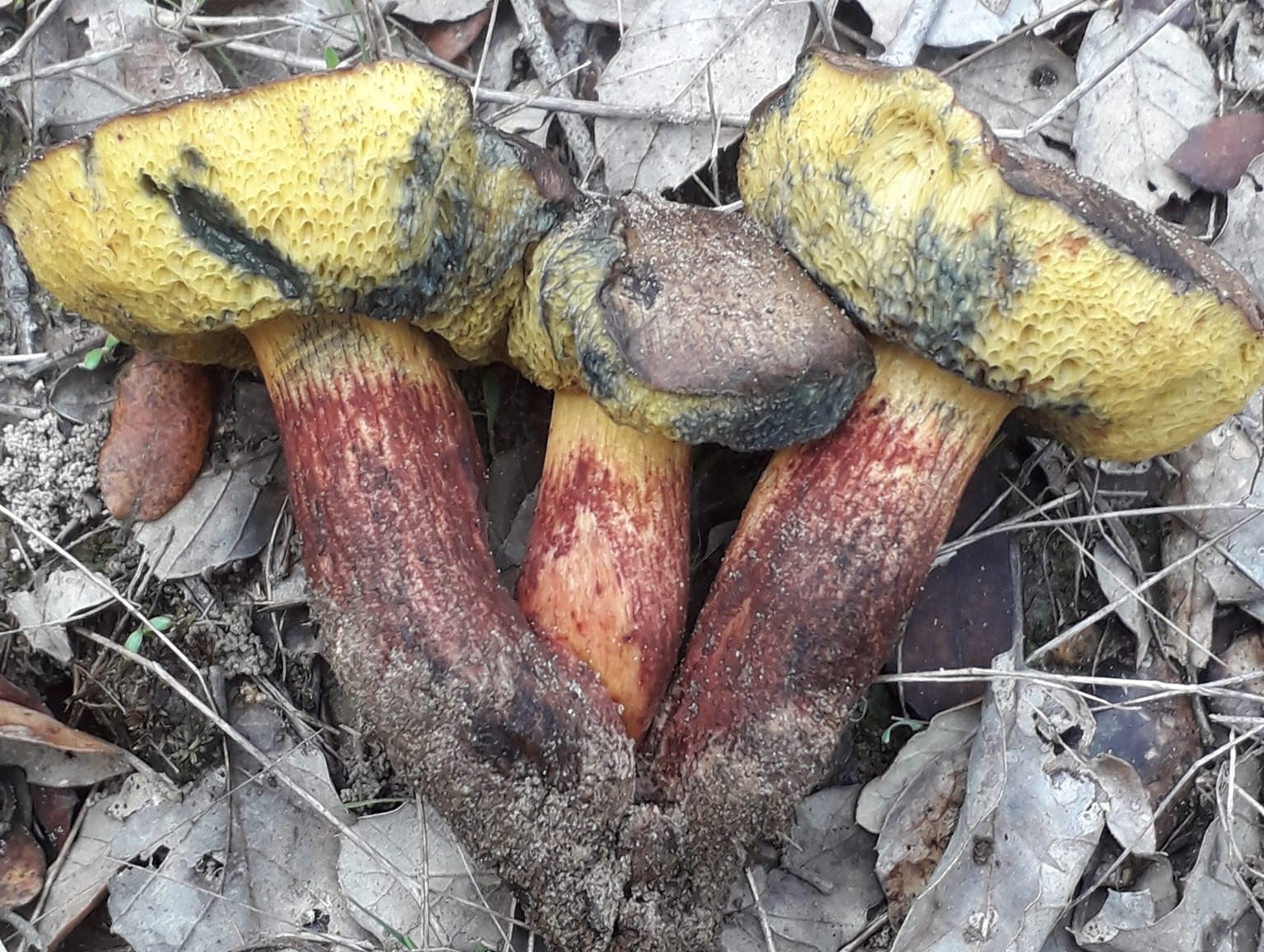

## Habitat et distribution
Il s'agit un champignon ectomycorhizien, poussant dans les forêts de feuillus thermophiles, associées à des communautés de chênes sclérophylles et de chênes à feuilles caduques, purs ou mixtes, dans les garrigues en zone méditerranéenne ; parfois isolé, mais le plus souvent en touffes de deux exemplaires ou plus. Il se rencontre typiquement dans des sols calcaires sablonneux, plutôt pauvres en nutriments, pendant la période la plus sèche de l'année (de l'été au début de l'automne). Il a été observé à la fois sur des sols acides (pH 5,5-6,2) et basiques (pH 7,6 ou 8,0). Les pousses arrivent surtout pendant les années chaudes et sèches et, par conséquent, il fluctue dans sa fructification au cours des années.
L'espèce a une aire de répartition restreinte et pousse dans de petites localités éparses. Le plus grand nombre de signalements est rapporté en Italie, avec plus de 100 signalements depuis les années 1980. La taille totale de la population est estimée à 8400 individus matures, dont 700 dans la sous-population la plus importante. Une réduction de la population a été observée et se poursuivra à l'avenir, étant donné que les principales menaces sont les incendies, l'exploitation forestière et la récolte du bois, ainsi que la dégradation de l'habitat due aux activités anthropogéniques.
Il s'agit d'une espèce endémique européenne, principalement présente et limitée à la région méditerranéenne. Elle est signalée dans les pays du sud de l'Europe, de la péninsule ibérique (Portugal, Espagne) et aux Balkans (Grèce, Macédoine, Bulgarie). Des occurrences septentrionales uniques sont signalées en Autriche et en France. En Italie, Alessioporus ichnusanus est présent dans 15 régions géopolitiques. La plupart des signalements concernent les régions tyrrhénienne et adriatique-ionienne (Calabre, Toscane, Sicile, Latium, Sardaigne, Ligurie et Émilie-Romagne), avec quelques signalements en Campanie, dans les Pouilles, dans les Abruzzes, en Ombrie, en Lombardie, dans le Piémont, dans les Marches et en Vénétie.

## Statut de conservation

### Mondial
La liste rouge de The Global Fungal Red List Initiative classe A. ichnusanus dans la catégorie VU (Vulnérable) au niveau mondial.
Les principales menaces pour cette espèce sont les modifications de son environnement naturel, notamment en raison de l'augmentation de l'intensité et de la fréquence des incendies, de la perte et de la dégradation de l'habitat résultant de changements dans le régime de gestion (Blasi et al. 2005).  L'exploitation du bois représente une autre menace majeure ; en Italie, cette menace est particulièrement présente en Sicile. D'autres menaces sont les perturbations dues aux activités récréatives et au développement résidentiel et commercial.

## Comestibilité
Le Bolet de Sardaigne est comestible, d'intérêt gustatif moyen, comme tous les Xerocomus au sens large, de préférence en retirant le pied et en privilégiant les jeunes spécimens dont les tubes ne sont pas très développés. Cependant, de par sa rareté, sa difficulté d'identification, et son manque de saveur, il ne fait l'objet d'aucune consommation traditionnelle ou occasionnelle connue. Bien que A. ichnusanus soit considéré comme une espèce comestible, Brotzu et Colomo (2009) ont rapporté que l'espèce était probablement toxique. De toute façon, sa rareté et son statut d'espèce à préserver devraient inciter à ne pas le rechercher à des fins de consommation. Il doit être considéré comme sans intérêt alimentaire .

## Confusions possibles
- Le Bolet pulvérulent (Cyanoboletus pulverulentus), qui n'a pas typiquement pas de réseau sur son pied lisse et qui bleuit bien plus intensément. Comestible en petite quantité et sans les tubes, à risque en grande quantité et avec les tubes.
- Le Bolet faux-pulvérulent (Cyanoboletus mediterraneensis) qui est morphologiquement identique au bolet pulvérulent, sauf pour son chapeau typiquement plus visqueux, mais qui a une répartition plus méditerranéenne, et donc qui a plus de chance d'être trouvé aux mêmes localités que A. ichnusanus. Sans intérêt alimentaire en petite quantité et sans les tubes, à risque en grande quantité et avec les tubes.
- Le Bolet jaune sang (Neoboletus flavosanguineus), est un autre bolet méditerranéen rare qui ressemble aussi à A. ichnusanus mais ses teintes sont plus jaunes. Sans intérêt alimentaire cuit, toxique cru.